# His Criminal Career
His Criminal Career est un film américain réalisé par Ferris Hartman, sorti en 1917.

## Fiche technique
- Titre original : His Criminal Career
- Réalisation : Ferris Hartman
- Photographie : Elgin Lessley
- Production : Mack Sennett
- Société de production : Keystone
- Société de distribution : Keystone
- Pays d’origine :  États-Unis
- Langue originale : anglais
- Format : noir et blanc — 35 mm — 1,37:1 — Film muet
- Genre : Comédie
- Durée : une bobine - 300 m
- Date de sortie :
  - États-Unis : 6 mai 1917

## Distribution
- Frank Darien (en)
- Vera Reynolds
- James Spencer
- Al McKinnon
- Monty Banks